# Pammene aurana
Pammene aurana là một loài bướm đêm thuộc họ Tortricidae. Nó được tìm thấy ở hầu hết châu Âu và adjacent châu Á.
Sải cánh dài 9–13 mm. Con trưởng thành bay từ tháng 6 đến tháng 8. Có một lứa một năm.
Ấu trùng ăn Heracleum sphondylium.

## Hình ảnh
- Tập tin:Pammene aurana - ngày 22 tháng 7 năm 2012.ogv